# Tunstall (Stoke-on-Trent)
Tunstall – dzielnica miasta Stoke-on-Trent, w Anglii, w Staffordshire, w dystrykcie (unitary authority) Stoke-on-Trent. W 2011 miejscowość liczyła 6232 mieszkańców.